# Insociabilitanais ventrospinatus
Insociabilitanais ventrospinatus is een naaldkreeftjessoort . De wetenschappelijke naam van de soort is voor het eerst geldig gepubliceerd in 2005 door Larsen.